# Dan Crenshaw
Daniel Reed Crenshaw dit Dan Crenshaw, né le 14 mars 1984 à Aberdeen, est un militaire et homme politique américain. Membre du Parti républicain, il est élu du Texas à la Chambre des représentants des États-Unis depuis 2019.

## Biographie

### Jeunesse et carrière militaire
Né à Aberdeen en Écosse, Crenshaw est originaire de Houston. Suivant son père, qui travaille dans l'industrie pétrolière, il passe une partie de son adolescence en Équateur et en Colombie, où il apprend l'espagnol,. Sa mère décède d'un cancer alors qu'il a 10 ans.
Il est diplômé de l'université Tufts. Fasciné par le livre Rogue Warrior, il rejoint la United States Navy en 2006 puis suit l'entraînement pour devenir SEAL. Il est déployé en Irak puis en Afghanistan, où il est blessé et perd l'usage de son œil droit en 2012. En 2013, il épouse sa compagne Tara. Il sert par la suite à Bahreïn et en Corée du Sud. Pour son service, il est décoré de deux Bronze Stars, une Purple Heart et une Commendation Medal avec valeur.
En 2016, Crenshaw prend sa retraite de la Navy pour des raisons médicales et entre à Harvard. Il y obtient un master en politiques publiques puis retourne à Houston pour aider à la reconstruction après le passage de l'ouragan Harvey,.

### Carrière politique
Crenshaw est un temps assistant parlementaire de Pete Sessions sur les questions militaires. 
À la suite du retrait du représentant Ted Poe, il se présente à la Chambre des représentants des États-Unis dans le 2e district du Texas, autour de Houston, pour les élections de novembre 2018. D'abord largement distancé dans la course pour la nomination républicaine, Crenshaw réorganise sa campagne. Il termine en deuxième place de la primaire, devançant de seulement 155 voix Kathleen Wall, une donatrice républicaine ayant dépensé six millions de dollars de sa fortune personnelle et ayant reçu le soutien de Greg Abbott et Ted Cruz,. Il remporte facilement le second tour de la primaire républicaine face au représentant d'État Kevin Roberts avec 70 % des suffrages. Dans une circonscription plutôt favorable aux républicains,, il est élu représentant des États-Unis avec 53 % des voix face au démocrate Todd Litton. Crenshaw a été réélu en 2020, battant la candidate démocrate Sima Ladjevardian[44] avec 55,6% des voix contre 42,8% pour Ladjevardian.
La semaine précédant les élections, Pete Davidson moque Crenshaw dans Saturday Night Live estimant qu'il ressemble à « un tueur à gages dans un film porno ». Face aux critiques, SNL invite Crenshaw sur le plateau la semaine suivante,. Salué pour sa réponse, le républicain acquiert une certaine popularité et devient l'un des élus républicains les plus demandés et les plus présents dans les médias,,.

## Positions politiques
Crenshaw est un conservateur américain classique. Il soutient généralement la politique de Donald Trump, notamment en matière d'immigration, mais s'oppose au président en soutenant le libre-échange et la présence de l'armée américaine en Afghanistan.